# Bayard (périodique, 1964)
Pour les articles homonymes, voir Bayard.
Cet article concerne le périodique publié de 1964 à 1965 par Aventures & Voyages. Pour le périodique du même nom publié de 1936 à 1962 par Bayard presse, voir Bayard (périodique).
Bayard est une revue de l'éditeur de petit format Aventures & Voyages qui a eu 16 numéros de mars 1964 à juin 1965 ainsi que quatre recueils de quatre numéros chacun.
Bien que n'ayant eu que 16 numéros, il y eut quand même un spécial du nom de Blason d'Or.
Il y a été diffusé un récit adaptant Alexandre Dumas, Le Chevalier d'Harmental.

## Séries prépubliées
- Chevalier Bayard de Jean Ollivier au scénario et illustré par Daniel Martin : du no 1 au no 16.
- Dan Panther de Jean Ollivier au scénario et illustré par Santo D'Amico et Roberto Diso : du no 1 au no 16.
- Tony l'audace : du no 1 au no 15.

## Blason d'or
Blason d'or est le nom du spécial de Bayard. Il a eu 3 numéros de mars 1965 à octobre 1965 avant de sortir sous forme de recueil. La revue sortait pendant les congés scolaires et reprenait les histoires principales : Chevalier Bayard dans les trois numéros, Pecos Bill de Guido Martina, Dino Battaglia, Raffaele Paparella et Leone Cimpellin dans le no 1, Proton dans les no 2 et 3, Tony l'Audace dans le dernier.